# Mathias Lillmåns
Mathias "Vreth" Lillmåns é o vocalista da banda finlandesa de folk metal Finntroll. Está na banda desde 2006. Ele também é o vocalista e baixista das bandas Chthonian e Twilight Moon. Em 2009, ele e o colega do Finntroll Samuli Ponsimaa formaram a banda de death metal DecomposteR, na qual ele é o vocalista e baixista. Além dessas bandas, faz parte das bandas Magenta Harvest (Death Metal), Observant (Melodic Death Metal), Degenerate (Melodic Death Metal), The Iniquity Descent (Black Metal), e é ex integrante das bandas Carnaticum e Twilight Moon.

## Discografia

### Finntroll
- Ur Jordens Djup (2007)
- Nifelvind (2010)
- Blodsvept (2013)

### Chthonian
- Chthonian (demo, 2006)
- Of Beatings and the Silence in Between (2007)
- "The Preachings Of Hate Are Lord" (2010)

### Twilight Moon
- Demo '99 (Demo, 1999)
- Aether (EP, 2000)
- Shattered Reflections (Demo, 2002)
- Delusional (EP, 2003)

### Magenta Harvest
- "A Familiar Room" (Demo, 2011)

### Observant
- "Corrodead" (Demo, 2010)

### The Iniquity Descent
- "Trust the Serpent" (EP, 2010)
- "An Empty Temple" (EP, 2011)
- "The Human Apheresis" (Full-length, 2012)

### Degenerate
- "Demo '03" (Demo, 2003)
- "Lost In Glass and Stone" (Demo, 2004)

### Carnaticum
- "Damnation" (Demo, 2000)
- "The Silent Moment Before You Die" (Demo, 2001)

### Twilight Moon
- "Demo '99" (Demo, 1999)
- "Aether" (EP, 2000)
- "Shattered Reflections" (Demo, 2002)
- "Delusional" (EP, 2003)